# کیم ایل (کشتی‌گیر)
کیم ایل (انگلیسی: Kim Il؛ زادهٔ ۲۵ ژوئیهٔ ۱۹۷۱) کشتی‌گیر اهل کره شمالی بود.
وی در مسابقات کشوری و بین‌المللی در مجموع برنده ۵ مدال طلا و ۱ مدال نقره شده‌است.